# 罗帅宇坠亡案
罗帅宇（1996年3月—2024年5月8日），汉族，四川省内江市东兴区双才镇人，中南大学湘雅二医院实习医生，中国共产党党员。罗帅宇家属声称其于2024年5月7日向两名同事发送短信：“如果我明天没上班，就把电脑里的文件交给纪委”。5月8日8时许，罗帅宇在住宿楼坠亡。

## 生平

### 早年生涯
1996年3月，罗帅宇出生于家在四川省内江市东兴区双才镇农村。2015年，罗帅宇从内江六中高中毕业后，考入河南新乡医学院攻读了5年临床医学专业。后来考入广东某大学研究生（原文如此），但发现毕业后从事不了医生职业，入学一个月后退学，次年考入位于湖南长沙的中南大学，硕士专业是泌尿外科（肾移植方向），硕士毕业后罗帅宇进入中南大学湘雅二院实习，从事肾移植工作，曾在刘翔峰手下轮值工作过。

### 罗帅宇坠楼事件
2022年8月，刘翔峰因遭网络举报存在“夸大病情”“虚构病征”等违规问题引发关注，该月25日，刘翔峰因涉嫌严重违法，接受长沙市监察委员会监察调查，并于2024年10月获刑17年。罗帅宇曾在刘翔峰手下实习一个月。
2024年5月8日，罗帅宇在住宿楼坠亡，警方初步认定排除他杀。由于时值湘雅二医院医生刘翔峰被调查，有人怀疑罗帅宇系“畏罪自杀”，但家属始终认为另有隐情。
家属的质疑源自事后从罗帅宇电脑中恢复的材料。据春城晚报报道，罗帅宇的父亲罗甫祥说，电脑遗物所涉内容涉及湘雅二医院的内幕，还有一些疑似举报刘翔峰及其他医务人员涉嫌违法犯罪的材料。家人由此怀疑罗帅宇坠亡或许与他参与举报有关。
材料中有多笔转账记录。家属提供的罗帅宇微信聊天记录中显示，从2021年9月至2023年9月，湘雅二医院通过支付“劳务报酬”的形式，向其发放了40多万元。金额最多的一次是2023年8月转入的36600元，最少的一次是2023年2月转入的8426元。
2025年6月13日，湖南省卫生健康委、中南大学、长沙市公安局组成联合调查组发布通告称，认定罗帅宇系自杀并排除刑事案件，其家属对此并无异议。此外，调查组称，“转账记录”为罗帅宇所在科室违规向研究生个人账户方法的效绩并转再转至职工账户的情况。调查组称，网传5月7日罗某宇向两名同事发短信叮嘱“如果我明天没上班，就把电脑里的文件交给纪委”，为不实信息。
2025年6月14日，罗帅宇父亲在微博发文称，质疑联合调查组通告，称“自己调查自己完全不具有可信度”、“人道主义慰问金”被隐瞒、质疑“器官捐献”和“录音”证据等。此外，罗父借助AI工具认为跳楼自杀者头部不会反弹。
2025年6月29日，其父在微博发文称，怀疑“罗帅宇因读博受到不公对待而产生了收集举报材料的行为，由于同门争斗博士名额而遭受迫害。”